# 갈매기 (희곡)

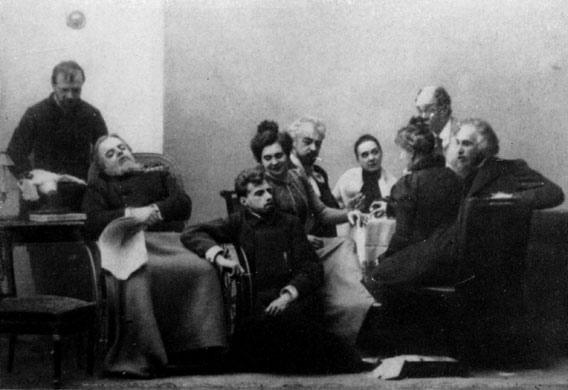

《갈매기》(러시아어: Ча́йка 차이카[*])는 안톤 체호프의 4대 희곡 작품 중 하나이다.
1896년 상트페테르부르크에서 열린 첫 공연은 실패로 끝났다. 당시 너무나 희극적으로 공연을 해서 작자 자신도 공연 중 나왔다고 한다. 체호프는 이 공연으로 다신 희곡을 쓰지 않겠다고 다짐했으나, 콘스탄틴 스타니슬랍스키가 설득해 어렵게 재공연의 허락을 받고, 블라디미르 네미로비치단첸코와 공동연출로 1898년 모스크바 예술극단이 공연을 했다. 이 공연으로 체호프와 모스크바 예술극단이 명성을 얻게 되었다. 이후 체호프는 이 극단을 위해 그의 또 다른 희곡 작품 《세 자매》, 《벚꽃 동산》을 썼다.

## 등장 인물
아르카지나 – 여배우,
트레플레예프 – 아르카지나의 아들,
소린 – 아르카지나의 오빠,
니나 – 젊은 처녀 ,
사므라예프 – 소린집안의 집사,
폴리나 – 사므라예프 아내,
마샤 – 사므라예프 딸,
트리고린 – 소설가,
도른 – 의사,
메드베젠코 – 교사,
야코프 - 머슴.

## 개요
- 1막

연극의 주요무대는 전직 공무원 소린 소유의 시골 땅이다.